# Ворарефилия
Ворарефили́я (англ. vorarephilia или vore, происходит от лат. vorare — «пожирать» и др.-греч. φιλία — «любовь») — вид фетишизма, при котором человек получает удовольствие от фантазий быть съеденным или съесть другого человека (чаще всего целиком). Практикуется в Интернете, отыгрывается в ролевых играх. Ворарефилия не является каннибализмом, так как не выходит за рамки фантазий или вообще не направлено на смерть жертвы.
Акт ворарефилии формируется при взаимодействии двух существ или ролей: «pred» (сокращение от англ. predator — «хищник») — хищника, который занимается поглощением, и «prey» (с англ. — «добыча») — жертвы, существом, обычно относящимся биологически к виду, с которым отождествляет себя либо симпатизирует фетишист. Также, выделяют третью сторону — наблюдателя. Наблюдатель обычно не взаимодействует с хищником или жертвой и обычно не присутствует в фантазии вообще. Опционально, есть вариации, когда наблюдатель является второй жертвой, на глазах которой съедают предыдущую. Отношения хищник-жертва имеют некоторое сходство с доминированием и подчинением, что задаёт отношениям особые правила и является дополнительным источником наслаждения для любителей таких отношений. У ворарефила эмоциональная реакция на эти фантазии почти всегда эротичного характера: от нежного и слабого до резкого и сильного. Можно выделить следующие переживания и желания, которые подспудно могут реализоваться в ворарефилии:
- Макрофилия/микрофилия. В тех ворарефильских актах, где жертва и хищник неравны размером, имеет место взгляд на мир по-иному, например, глазами существа меньшего размера, а именно восприятие, ощущение, любопытство, появление новых возможностей взаимодействия с большим существом, переживание трудностей при взаимодействии с ним.
- Доминирование/подчинение. Хищник всегда гораздо сильнее жертвы и имеет неограниченную власть над ней: от его милости зависит, навредит ли он или поможет, сделав приятно.
- Исследование новых возможностей взаимодействия. Большое существо может облизать маленькое, что окажет приятные и тёплые ощущения по всему маленькому телу добычи. Если добыча скользит по пищеводу, то представляет целую гамму необычных ощущений, неописуемых одной строчкой. Хищник тоже останется довольным своей сытостью. Кроме того, в зависимости от разновидности фетиша, жертва может быть поглощена не только орально, но и при помощи других естественных отверстий на теле организма хищника.
- Эндосоматофилия — означает полное поглощение и заточение внутри живого существа другого живого существа. В данном случае получают своё удовлетворение стремления ощутить целостность с другим организмом или быть окружённым другим живым организмом. Иногда под этим понятием подразумеваются любители эндоскопии-видео, где маленькая видеокамера на специальном проводе погружается человеку или животному в желудок, прямую кишку или другое отверстие.

Жертва по размеру может быть меньше хищника, а может быть того же размера, в этом случае происходит эффект растягивания, как в мультфильмах. Предпочтения различаются, но в основном делятся на тех, кто предпочитает поглощение целиком, заживо («soft vore»), и предварительно разжёванным («hard vore»), соответственно. Кроме того, по органу, через которое происходит поглощение, выделяют anal vore (поглощение производится анальным отверстием), unbirth (поглощение производится женским детородным органом), cock vore (жертва поглощается через мужской детородный орган и попадает в тело хищника через мочеспускательный канал), absorbation (в данном случае поглощение идёт прямо через поверхность тела хищника, наподобие питания простейших). Также возможны и другие варианты, которые полностью зависят от предпочтений фетишиста.
Следует отличать ворарефилию от некрофагии, сексуальной девиации, при которой сексуальное удовлетворение достигается путём реального поедания человеческого тела или его отдельных частей.